# Analiza varianței
Analiza varianței (frecvent abreviată ANOVA, din engleză ANalysis Of VAriance) este o clasă de metode statistice utilizate pentru a compara mediile a două sau mai multe grupuri prin analizarea varianței. Mai exact, ANOVA compară variația dintre mediile grupurilor cu variația din cadrul fiecărui grup. În cazul în care variația între grupuri este mult mai mare decât variația în interiorul grupului, aceasta sugerează că mediile grupurilor sunt probabil diferite. Această comparație se realizează cu ajutorul unui test F. Principiul de bază al ANOVA se bazează pe legea varianței totale, care afirmă că varianța totală a unui set de date poate fi împărțită în componente atribuibile diferitelor surse. În cazul ANOVA, aceste surse sunt variația între grupuri și variația în cadrul grupurilor.